# Caroline Heide-Jørgensen
Caroline Heide-Jørgensen (født 1967 i Svendborg) er en dansk jurist og professor i konkurrence- og markedsføringsret. Hun er næstformand for Konkurrencerådet og formand for Radio- og tv-nævnet og har udgivet flere bøger om bl.a. reklameret.
Caroline Heide-Jørgensen blev i 1992 cand.jur. fra Københavns Universitet og fik i 2000 ph.d.-graden og i 2008 dr-jur.-graden fra samme universitet. I dag er hun professor på Københavns Universitet.

## Udgivelser[3]
- Konkurrenceretten i EU, 2009
- Lærebog i konkurrenceret, 2017